# Stor-Romundstjärnen
Stor-Romundstjärnen är en sjö i Bräcke kommun i Jämtland och ingår i Ljungans huvudavrinningsområde. Sjön har en area på 0,117 kvadratkilometer och ligger 412,3 meter över havet.

## Delavrinningsområde
Stor-Romundstjärnen ingår i det delavrinningsområde (694994-146330) som SMHI kallar för Utloppet av Brehungen. Medelhöjden är 385 meter över havet och ytan är 43,17 kvadratkilometer. Räknas de 4 avrinningsområdena uppströms in blir den ackumulerade arean 76,71 kvadratkilometer. Brehungån som avvattnar avrinningsområdet har biflödesordning 3, vilket innebär att vattnet flödar genom totalt 3 vattendrag innan det når havet efter 246 kilometer. Avrinningsområdet består mestadels av skog (75 procent). Avrinningsområdet har 7,96 kvadratkilometer vattenytor vilket ger det en sjöprocent på 18,4 procent.